# Fast & Furious 7
Fast & Furious 7 (engelska: Furious 7) är en amerikansk actionfilm som hade världspremiär den 16 mars 2015 på South by Southwest-filmfestival och Sverigepremiär den 1 april 2015. Filmen är regisserad av James Wan med bland andra Vin Diesel, Paul Walker, Dwayne Johnson och Michelle Rodriguez i rollerna.
Paul Walker som innehar en av huvudrollerna i filmen dog i en bilkrasch den 30 november 2013 då man endast hade spelat in halva filmen. Filmen kom att bli den sista som han medverkade i.

## Handling
Deckard Shaw (Jason Statham) vill hämnas på Dominic Toretto (Vin Diesel) och hans gäng, efter hans brors död.

## Rollista
| Vin Diesel                | – Dominic Toretto |
| Paul Walker & Cody Walker | – Brian O'Conner  |
| Dwayne Johnson            | – Luke Hobbs      |
| Michelle Rodriguez        | – Letty Ortiz     |
| Tyrese Gibson             | – Roman Pearce    |
| Chris Bridges             | – Tej Parker      |
| Jordana Brewster          | – Mia Toretto     |
| Jason Statham             | – Deckard Shaw    |
| Kurt Russell              | – Frank Petty     |
| Djimon Hounsou            | – Jakande         |
| Nathalie Emmanuel         | – Megan Ramsey    |
| Tony Jaa                  | – Kiet            |
| Elsa Pataky               | – Elena Neves     |
| Ronda Rousey              | – Kara            |
| Lucas Black               | – Sean Boswell    |
| John Brotherton           | – Sheppard        |